# Kosta glasskola

Kosta glasskola är bredvid Riksglasskolan i Orrefors en av Sveriges tre glasskolor. Skolan ligger i Kosta, en liten ort mitt i Glasriket, och har funnits i mer än 20 år. 
En av skolans utbildningar är gymnasielinjen "Glasblåsning och förädling". Programmet är treårigt och innefattar alla de obligatoriska kärnämnena, såsom svenska, engelska och matte etc. Dessutom får eleverna lära sig att blåsa och förädla glas, tex. genom att slipa, gravera eller blästra det. 
KY-utbildningen är en relativt nystartad utbildning på skolan. Det finns två olika KY-utbildningar, båda på 40 poäng; grundkurs och entreprenör. Båda utbildningarna är ett år långa. 
Nordiska programmet (eller Nordiska linjen) är en yrkesförberedande linje, som förhoppningsvis leder till arbete direkt efter examen. Den är precis som gymnasieprogrammet tre år lång, men de nordiska eleverna har bara lektioner i varmt och kallt glas. Kriterierna för att bli antagen är följande; du ska ha fullgjort grundskolan. Du får inte ha mer än max ett års utbildning, alternativt erfarenhet, av branschen eller närliggande konstnärligt hantverk. Har du sökt tidigare så prioriteras din ansökan.
Den sista utbildningen som skolan bedriver är en uppdragsutbildning. Den är helt individuell, intagning sker löpande under hela året och det är mycket självständigt arbete. Eleven lägger tillsammans med lärarna upp en studieplan för vad han/hon vill lära sig eller fördjupa sig i. Du kan välja att gå två år, eller att lägga till en tredje fördjupningsår.
Från och med 2010 kommer man ej att ta in fler elever i KY och den Nordiska linjen.